# قوزلوی خانیه
قوزلوی خانیه، روستایی است از توابع بخش مرکزی شهرستان چایپاره در استان آذربایجان غربی ایران.

## جمعیت
براساس سرشماری مرکز آمار ایران در سال ۱۳۹۵، جمعیت این روستا برابر با ۱۳ نفر (۵ خانوار) بوده است. 